# Miguel Figueroa (bispo)
Miguel Figueroa (falecido a 10 de maio de 1517) foi um prelado católico romano que serviu como bispo de Patti de 1500 a 1517 e como bispo auxiliar de Zaragoza (1500).